# Mrač
Mrač – gmina w Czechach, w powiecie Benešov, w kraju środkowoczeskim. Według danych Czeskiego Urzędu Statystycznego z dnia 1 stycznia 2023 liczyła 852 mieszkańców.
W miejscowości znajduje się przystanek kolejowy Mrač.